# G1G1
G1G1, (del inglés Give One Get One, en español Dona Uno, Compra Uno) es una iniciativa de One Laptop per Child para aumentar la distribución de su computadora subportátil OLPC XO-1 a países en vías de desarrollo, permitiéndole a las personas obtener un XO-1 al adquirir dos unidades: una para el comprador y otra para ser enviada a una nación en desarrollo. El primer programa se desarrolló entre noviembre de 2007 y el 31 de diciembre de 2007, y estuvo disponible solo para residentes de Estados Unidos y Canadá. En noviembre de 2008, el programa fue relanzado. hasta el 31 de diciembre de 2008, extendiendo su alcance a los residentes de los Estados miembros de la Unión Europea, a Suiza y Rusia, y a la república parlamentaria de Turquía. Durante los años 2009 y 2010, no hubo nuevos lanzamientos de G1G1.
En algunas jurisdicciones, una parte, o el total, del precio de las dos computadoras, puede ser deducible de impuestos.